# 海啸奇迹
《海啸奇迹》（西班牙語：Lo Imposible）是一部2012年美国和西班牙合拍的灾难片，由导演胡安·安东尼奥·巴亚纳执导，Sergio G. Sánchez编剧。根据西班牙医生María Belón与她家人在2004年印度洋大地震中的真实经历改编而成。娜奥米·沃茨、伊万·迈克格雷戈主演。美国、西班牙于2012年10月11日上映，中国于2013年8月29日上映。本片收获了很好的口碑，女主角娜奥米·沃茨获得奥斯卡最佳女主角提名。

## 剧情
玛莉亚和亨利带着三个儿子，一同前往泰国共渡圣诞假期，不料就在12月26日，在泳池旁享受着悠闲时光的一家人与众人遭遇到了海啸。巨浪袭卷了许多人，把亨利一家冲散。后来玛莉亚与大儿子卢卡斯逃亡到了一起，途中还救了一名小男孩，她悲观地以为丈夫和两名小儿子已经遇难。受重伤的玛莉亚得到当地人的救助并被送到了一家医院接受治疗。另一边，亨利与另外两个儿子幸存到了一起，亨利急迫寻找着玛莉亚与儿子卢卡斯。最终双方在医院重逢团圆，其後在保險公司協助下，玛莉亚和家人乘坐安排的飞机到新加坡的医院进行治疗。

## 演员
- 妮奥米·瓦兹 飾 瑪麗亞·班內特（Maria Bennett），曾為一位医生，班內特家庭之母
- 伊万·迈克格雷戈 飾 亨利·班內特（Henry Bennett），班內特家庭之父
- 汤姆·赫兰德 飾 盧卡斯·班內特（Lucas Bennett），13岁长子[5]
- 山繆·喬瑟林 飾 湯瑪斯·班內特（Tomas Bennett），7岁半次子
- 歐克立・潘德葛斯 飾 西蒙·班內特（Simon Bennett），5岁幼子
- 潔拉汀·卓別林（英语：Geraldine Chaplin）(查理·卓别林之女) 飾 老妇
- 普洛伊·金達科特 飾 看護人

## 票房
西班牙收获5453万美元。中国大陆首周四天收获2900万人民币列第五位；次周收1900万列第六。